# Vladimír Padrta
Vladimír Padrta (Brno, 7 ottobre 1952 – Bratislava, 15 settembre 2009) è stato un cestista cecoslovacco.

## Carriera
Con la Cecoslovacchia ha disputato i Giochi olimpici di Montréal 1976.

## Palmarès
- Campionato cecoslovacco: 2

Inter Bratislava: 1978-79, 1982-83